# Warrenton (Virginia)
Warrenton ist eine Kleinstadt (Town) in Virginia, USA mit 10.057 Einwohnern (Stand: Volkszählung 2020). Sie bildet den County Seat des Fauquier County.

## Geographie
Der Ort liegt an der Kreuzung der U.S. Route 15, U.S. Route 17, U.S. Route 29 und U.S. Route 211. Die Stadt liegt in der Piedmont-Region von Virginia, direkt östlich der Blue Ridge Mountains und ist Teil der Washington Metropolitan Area.

## Geschichte
Die Siedlung, aus der später die Stadt Warrenton wurde, begann als Kreuzung der Straßen Falmouth-Winchester und Alexandria-Culpeper, wo sich ein Handelsposten namens Red Store befand. In den 1790er Jahren wurde in der Gegend ein Gerichtsgebäude errichtet, das unter dem Namen Fauquier Courthouse bekannt wurde.
Die Stadt Warrenton wurde am 5. Januar 1810 gegründet und nach General Joseph Warren, einem Helden des Amerikanischen Unabhängigkeitskrieges, benannt. Der Oberst der Konföderierten, John S. Mosby, unternahm während des Bürgerkriegs Überfälle auf die Stadt und ließ sich später in Warrenton nieder, wo er auch als Anwalt tätig war. 
Arthur Jordan, ein Afroamerikaner, wurde in den frühen Morgenstunden des 19. Januar 1880 von einem Mob von etwa 60 bis 75 Männern mit weißen Kapuzen gelyncht. Über den Lynchmord wurde in Zeitungen im ganzen Land berichtet. Selbst einige ausländische Zeitungen, wie der australische Sydney Morning Herald, druckten Berichte über das Ereignis ab.
1951 errichtete die Bundesregierung das Warrenton Training Center etwas außerhalb von Warrenton. Bei dem Zentrum handelt es sich um eine geheime Kommunikationseinrichtung der Central Intelligence Agency, die auch einen unterirdischen Verlagerungsbunker beherbergt, der die Kommunikationsinfrastruktur enthält, um die Kontinuität der Regierung im Falle eines nuklearen Angriffs auf Washington, D.C. zu gewährleisten.

## Demografie
Nach der Volkszählung 2020 leben in Warrenton 10.057 Menschen. Die Bevölkerung teilt sich im selben Jahr auf in 82,2 % Weiße, 8,2 % Afroamerikaner, 0,3 % amerikanische Ureinwohner, 4,4 % Asiaten und 3,8 % mit zwei oder mehr Ethnizitäten. Hispanics oder Latinos aller Ethnien machten 8,0 % der Bevölkerung aus. Das mittlere Haushaltseinkommen lag bei 73.402 US-Dollar und die Armutsquote bei 6,0 %.

## Söhne und Töchter der Stadt
- John S. Horner (1802–1883), Politiker
- Samuel Chilton (1804–1867), Politiker
- William Winter Payne (1807–1874), Politiker
- Eppa Hunton (1822–1908), Politiker
- Frank Hereford (1825–1891), Politiker
- Albert C. Smith (1894–1974), Generalmajor der United States Army
- Dorothy B. Porter (1905–1995), Bibliothekarin, Bibliographin und Kuratorin